# Haremseventyret
Haremseventyret er en amerikansk stumfilm fra 1918 af Allan Dwan.

## Medvirkende
- Douglas Fairbanks som George Travelwell
- Pauline Curley som Ysail
- Edythe Chapman
- Tully Marshall som Ali Pah Shush
- Frank Campeau som Basha El Harib